# 馬場澄江
馬場澄江（日语：／ Baba Sumie，1967年12月12日—），日本女性配音員。出身於東京都。O型血。

## 簡歷
勝田聲優學院畢業。

## 人物
可愛的聲音很有吸引力。
活躍於動畫、外國電影的日語配音。
興趣、特長：網球、滑雪。

## 演出
粗體字表示的主要角色。

### 電視動畫
年份不詳
- 哆啦A夢 (大山羨代版)（女孩子、女人A）

1990年
- 櫻桃小丸子（1990年—，土橋年子的母親〈第3代〉、冬田美鈴〈第2代〉）2系列

1994年
- 銀河戰國群雄傳（蘭蘭[10]）

1996年
- 靈異教師神眉 (1996年版)（少女幽靈、麗子）

1997年
- 吸血姬美夕（巡禮之娘）
- 小豬萬萬歲（平賀君代[11] 等）

1998年
- 鬼太郎 (第4作)（春）
- DT戰士（日语：DTエイトロン）（瑪那）
- 危險調查員（安娜〈少女時期〉）
- 守護月天！（玲玲）

2000年
- 哈姆太郎（弘志）

2001年
- 漫畫派對（2001年—2005年，塚本千紗[12]）2系列
- 地球少女Arjuna（胎兒、嬰兒）

2003年
- 我們這一家（大姐姐）

### 電影動畫
- 暖暖日記（1993年—1994年，花栗鼠君[13][14]）2作品

### OVA
- 叢林跟我走！（日语：ジャングルDEいこう!）（1997年，九鬼波美）
- 兵蜂PARADISE（1999年，王子）
- 開始吧麵包超人！元氣百倍！盡情發揮！（2005年，蛀牙蟲人）

### 遊戲
- Puchi Carat（日语：プチカラット）（1997年，帕露、露可）
- 漫畫派對（1999年，塚本千紗）
- 櫻桃小丸子DS 小丸子的市鎮（2009年，冬田美鈴）

### 廣播劇CD
- 廣播劇CD 叢林跟我走！（日语：ジャングルDEいこう!）（九鬼波美）
- 廣播劇CD 幽幻少女奇談（毛利雪子）

### 外語配音

#### 電視影集
- 雞皮疙瘩（英语：Goosebumps (TV series)）（葛溫多利）

#### 動畫
- 番茄醬（英语：Ketchup: Cats Who Cook）（桂皮）

## 外部連結
- 馬場澄江 （日語）—81 Produce公式官網